# Mosbah Sanai
Mosbah Sanai (Médenine, 26 de marzo de 1991) es un jugador de balonmano tunecino que juega de lateral izquierdo en el Steaua Bucarest rumano. Es internacional con la selección de balonmano de Túnez.
Con la selección ganó la medalla de oro en el Campeonato Africano de Balonmano Masculino de 2012 y la medalla de plata en el Campeonato Africano de Balonmano Masculino de 2014.

## Palmarés

### Selección tunecina
| Campeonato Africano  | Campeonato Africano | Campeonato Africano | Campeonato Africano |
| Año                  | Lugar               | Medalla             |                     |
| -------------------- | ------------------- | ------------------- | ------------------- |
| 2012                 | Marruecos           | Medalla de oro      |                     |
| 2014                 | Argelia             | Medalla de plata    |                     |
| 2016                 | Egipto              | Medalla de plata    |                     |
| 2020                 | Túnez               | Medalla de plata    |                     |
| 2024                 | Egipto              | Medalla de bronce   |                     |
| Juegos Mediterráneos |                     |                     |                     |
| Año                  | Lugar               | Medalla             |                     |
| 2018                 | Tarragona           | Medalla de plata    |                     |

### ES Sahel
- Liga de Túnez de balonmano (1): 2011
- Copa de Túnez de balonmano (1): 2010
- Liga de Campeones de África (1): 2010
- Supercopa de África (1): 2013

### El Jaish
- Liga de Catar de balonmano
- Liga de Campeones de Asia (2): 2013, 2014

## Clubes
- CO Médenine
- ES Sahel ( -2013)
- Al Sadd (2013) (cedido)
- Al Quiyada (2013-2014)
- El Jaish SC (2013) (cedido)
- El Jaish SC (2014-2017)
- Chambéry Savoie Handball (2017-2018)[2]
- Al Nasr (2018-2020)
- Steaua Bucarest (2020- )